# Các nhân vật trong StarCraft
Các nhân vật chính và lặp lại từ loạt trò chơi khoa học quân sự StarCraft được liệt kê dưới đây, được tổ chức bởi các loài tương ứng và các phe phổ biến nhất thuộc vũ trụ hư cấu này. Câu chuyện của StarCraft xoay quanh hàng loạt công việc xảy ra trong một khu vực xa của thiên hà: Korpulu Sector, nơi mà ba loài ganh đua với nhau cho uy quyền tối cao: Terran, một phiên bản tương lai của nhân loại; Protoss, một chủng tộc theo thần quyền có khả năng tâm linh (psionic); và Zerg, một loài giống côn trùng chỉ huy bởi một nhân tâm tổ. Hai loài này được biến đổi gen bởi Xel'Naga, một loài thứ tư được coi là bị tuyệt chủng. Loạt thương hiệu này được bắt đầu với trò chơi điện tử năm 1998 là StarCraft của Blizzard Entertainment, và đã được mở rộng với phần tiếp theo là Insurrection, Retribution, Brood War, Ghost và Wings of Liberty. Thương hiệu Starcraft đã được tiếp tục mở rộng với một loạt các tiểu thuyết, tiểu thuyết đồ họa và các công trình khác.

## Thiết kế và phân vai

Một bản vẽ khái niệm được sử dụng để miêu tả trong loạt trò chơi

Các nhân vật và cốt truyện của loạt game StarCraft được tạo ra bởi Chris Metzen và James Phinney , tuy nhiên, với việc Phinney không tham gia vào StarCraft: Brood War, Chris Metzen đã thực hiện công việc này một mình trong phiên bản mở rộng này . Mặc dù đã thành công trên toàn thế giới, đặc biệt là ở Hàn Quốc, Blizzard Entertainment cũng không có một lời bình luận nào đáng kể về việc phát triển các nhân vật và nội dung cốt truyện của loạt trò chơi.
Tuy nhiên, các cuộc phỏng vấn với 2 trong số các diễn viễn lồng tiếng đã đưa ra một cái nhìn vào một bộ phận nhỏ của quá trình phát triển. Ở cuộc phỏng vấn với Robert Clotworthy, người lồng tiếng cho Jim Raynor trong tất cả các trò chơi StarCraft cho đến ngay, đã cho thấy hầu hết quá trình lồng tiếng cho nhân vật chỉ diễn ra trong khoảng 4 ngày, mỗi buổi khoảng 4 giờ , một thực tế cũng được phản ánh trong buổi phỏng vấn Glynnis Talken Campbell - người lồng tiếng cho Sarah Kerrigan . Clotworthy cũng đề cập đến những bản vẽ khái niệm trong trò chơi - thường được sử dụng để phục vụ cho việc phát triển hình ảnh của nhân vật và địa điểm trong các trò chơi - được ông dùng để phát triển tính cách nhân vật của mình .
Trực quan, hầu hết những nhân vật và đơn vị trong trò chơi được phát triển từ các tác phẩm nghệ thuật của Metzen và Samwise Didier mặc dù vẫn có ít nhất 2 họa sĩ khác là Glen Rane và Peter Lee phát triển các bản vẽ khái niệm cho StarCraft II. Bên cạnh đó, một số tác giả của các cuốn tiểu thuyết viết theo StarCraft cũng bị ảnh hưởng bởi Metzen trong việc phát triển các nhân vật trong tác phẩm của họ  như Andy Chambers và Evelyn Fredericksen . Điều này càng rõ hơn đối với các nhân vật chỉ xuất hiện về sau này như Valerian Mengsk.

## Nhân vật Terran

### Raynor's Raiders

#### Jim Raynor
Jim Raynor, còn được gọi tắt là Jim, là nhân vật chính của Terran trong loạt trò chơi StarCraft. Nhân vật này được lồng tiếng bởi Robert Clotworthy. Anh là một nhân vật Terran 29 tuổi , một cựu chỉ huy quân đội trên hành tinh tù túng của Mar Sara. Raynor gia nhập lực lượng quân cách mạng Sons of Korhal dưới sự chỉ huy của Arcturus Mengsk trong cuộc chiến chống lại Confederacy độc tài và tham nhũng, nơi anh phát triển một mối quan hệ với Sarah Kerrigan, chỉ huy thứ hai của Mengsk. Tuy nhiên anh nhanh chóng nhận ra rằng Mengsk là không phải là một kẻ tốt đẹp gì sau khi ông ta bỏ rơi Kerrigan và toàn bộ dân số của một hành tinh chết bởi bàn tay của Zerg để thỏa mãn cơn khát khao quyền lực. Thất vọng và cảm thấy bực dọc, Raynor thành lập một phong trào nổi dậy của riêng mình để chống lại đế chế mới của Mengsk là Terran Dominion. Người sáng tạo thiết kế Starcraft là Chris Metzen coi Raynor người đàn ông nguy hiểm và có cuộc sống khó khăn; Clotworthy mô tả Raynor như là người mà các nhân vật khác "sẽ không dám gây sự với" . Tuy nhiên, những mô tả về anh lại giống như một người đàn ông bình thường. Những người chỉ trích thông cảm với hoàn cảnh của Raynor , và GameSpot gọi anh là một trong những anh hùng tốt nhất trong trò chơi điện tử . Trong StarCraft II, anh dẫn quân đánh Dominion và giúp Kerrigan đánh Dominion.

#### Matt Horner
Matt Horner là đội trưởng chiến hạm Hyperion của Raider và chỉ huy thứ hai của Raynor. Brian Bloom cung cấp giọng nói cho Horner. Mô tả là một người "trẻ và đầy lý tưởng" và được hướng dẫn bởi nguyên tắc đạo đức mạnh mẽ, Horner đầu tiên ủng hộ Mengsk, nhưng trở nên phẫn nộ bởi Mengsk cố ý tấn công vào mục tiêu dân sự của Confederacy. Nhận ra sự dũng cảm và lòng trung thành của Raynor, Horner đi theo Raynor khi anh từ bỏ Mengsk, và rất muốn tấn công Terran Dominion bị phá sản về mặt đạo đức. Horner chỉ là chiến sĩ trung bình trong chiến đấu cá nhân, nhưng lại là một phi công và nhà chiến thuật xuất sắc  Lần đầu tiên được giới thiệu trong cuốn tiểu thuyết Queen of Blades, Horner ra mắt trong Wings of Liberty. Trong Queen of Blades, Horner chỉ huy Hyperion khi tàu đang bị tấn công bởi Zerg trong quỹ đạo của hành tinh Char và bị buộc phải rút lui, để lại Raynor và một nhóm nhỏ Raiders mắc kẹt trên bề mặt hành tinh; Horner chỉ có thể trở lại vài tháng sau đó để sơ tán những người sống sót . Horner tiếp tục vai trò tương tự trong Wings of Liberty , giúp anh đi đúng hướng tấn công vào Dominion .

#### Tychus Findlay
J. Tychus Findlay là một cựu marine và bạn của Raynor, người trở thành liên kết với Raiders. Ông xuất hiện trong cuốn tiểu thuyết Heaven's Devils và trong Wings of Liberty, nơi ông được lồng tiếng bởi 'Neil Kaplan. Findlay được giới thiệu trong đoạn trailer cho StarCraft II, trong đó ông được thể hiện đang được mặc áo giáp chiến đấu. Theo Blizzard Nick Carpenter, marine trong trailer thiếu rất nhiều đặc điểm nhưng cuối cùng được phát triển thành Findlay, cho phép nhóm nghiên cứu điện ảnh tạo ra trailer với tính cách của nhân vật . Findlay được bao quanh bởi những tin đồn liên quan đến danh tiếng của mình, về một mặt, ông được coi là một người lính trung thành đã mạo hiểm mạng sống của mình để cứu đồng đội, trong khi mặt khác, ông được coi như là một người vô dụng phi luân lý. Findlay và Raynor đã chiến đấu cùng nhau vài năm trong Confederacy trước các sự kiện của StarCraft cho đến khi trở thành kẻ ngoài vòng pháp luật, cuối cùng đã bị bắt và giam giữ . Trong Wings of Liberty, ông trốn thoát khỏi nhà tù, lần theo Raynor và tuyển anh vào làm việc với tổ chức bí mật Moebius Foundation mà theo Metzen thì Findlay hoạt động như một ma quỷ ẩn dụ trên vai của Raynor .
Trên Char, sau khi Kerrigan bị biến lại thành người bởi Thiết bị xel'naga và bầy Zerg bị quét sạch, Raynor và quân của mình tiến vào hang ổ của Kerrigan. Raynor ngồi xuống bên một Kerrigan yếu ớt, trong khi Findlay đứng ở sau lưng. Bộ đàm của Findlay phát ra tiếng nghi của Mengsk lệnh cho Findlay giết Kerrigan. Findlay chĩa súng vào đầu Kerrigan, giải thích với Raynor rằng ông ta đã thỏa thuận cho sự tự do của mình. Khi Findlay bắn, Raynor quay qua đỡ đạn và rút súng lục của mình ra nã vào Findlay.

#### Gabriel Tosh
Gabriel Tosh là một tay buôn vũ khí bí ẩn và một "Spectre", một đặc vụ "Ghost" được tăng cường khả năng thông qua việc sử dụng terrazine, một chất psionic tinh khiết. Mặc dù ban đầu được tạo ra là một "Ghost", Tosh được giới thiệu trong cuốn tiểu thuyết Spectre và Wings of Liberty, nơi ông được lồng tiếng bởi Dave Fennoy. Metzen mô tả Tosh là một "loại nhân vật Boba Fett"  trong khi Andy Chambers cảm thấy Tosh là "quasi-Rastafarian".. Tosh tin rằng luôn phải tìm cách tồn tại . Như vậy, ông hoạt động như một khác biệt so với tính cánh lý tưởng và danh dự của Matt Horner  Tosh cũng đại diện cho một ảnh hưởng luân lý cho Raynor, và sự cám dỗ để cắt góc và hành động như một cướp biển  mặc dù ông là vốn không phải là kẻ xấu. Cũng trong Wings of Liberty, người chơi sẽ có một nhiệm vụ phải lựa chọn: hoặc là phá nhà tù chứa những spectre giống Tosh để đổi lấy việc Tosh huấn luyện những spectre cho Raynor's Raiders, hoặc là theo Nova hủy diệt cơ sở của Tosh để Nova huấn luyện ghost cho quân của Raynor. Nếu chọn theo Nova, Tosh sẽ không còn trên Hyperion nữa và sẽ có một đoạn hoạt cảnh cho thấy sự căm thù Raynor của Tosh.

#### Ariel Hanson
Tiến sĩ Ariel Hanson là một nhà khoa học đã liên kết với Raynor Raiders sau khi thuộc địa của cô bị xâm lược bởi Zerg trong Wings of Liberty, nơi cô được lồng tiếng bởi Ali Hillis. Là một người vị tha và vô ngã, cô chủ yếu mong muốn cho cuộc sống trở lại bình thường. Cô được coi là trái ngược với Tychus Findlay, hoạt động như một thiên thần ẩn dụ trên vai của Raynor  và ảnh hưởng tích cực đến Raynor. Được thiết kế như là một nhân vật nam, Hanson đã được thay đổi trong quá trình phát triển sang phụ nữ để hoạt động như một người yêu mến Raynor, mặc dù bị hạn chế bởi tình trạng của Raynor là một lính đánh thuê .

### Terran Dominion

#### Arcturus Mengsk
Arcturus Mengsk, ở tuổi 38  trong Starcraft, là hoàng đế của Terran Dominion, đại diện cho phần lớn cư dân Terran trong Koprulu Sector. Một nhân vật chính của thương hiệu, ông được lồng tiếng bởi James Harper và là chủ đề chính của cuốn tiểu thuyết I, Mengsk. Mengsk cực kỳ thông minh và có khả năng cả về chiến lược và chiến thuật. Trong khi Mengsk không thông cảm với những người khác, ông có tay nghề cao ở tài hùng biện và tuyên truyền và sở hữu một khả năng đặc biệt là thao túng người khác. Ban đầu là một người làm nghề tìm kiếm quặng và là một cựu binh chiến tranh của Confederacy. Là con của 1 tướng đối đầu với Confederacy, sau khi cha bị Confederacy giết, ông cùng với mẹ và em gái để bắt đầu một cuộc cách mạng chống lại Confederacy, một hành động dẫn đến cuộc tấn công hạt nhân tàn phá dân số ở quê nhà của ông là Korhal do Confederacy tiến hành. Ông thành lập tổ chức Sons of Korhal để chống lại Confederacy. Sau vài năm thực hiện các điệp vụ chống phá  và khủng bố  làm suy yếu Confederate, trong đó có việc được tuyển dụng Sarah Kerrigan, Jim Raynor và Edmund Duke. Raynor và Kerrigan dần cảm thấy khó chịu bởi những phương pháp ngày càng cực đoan của ông , cụ thể là việc thu hút Zerg tấn công các mục tiêu quân sự của Confederate, dẫn đến việc Mengsk bỏ rơi Kerrigan giữa bầy Zerg trên thủ đô Tarsonis của Confederate  và Raynor rời bỏ khỏi nhóm ở gần cuối cuộc chiến . Với sự tàn phá của Tarsonis bởi Zerg, Mengsk tự xưng hoàng đế và làm cho bản thân mình là một nhà độc tài nhân từ.
Trong Brood War, Dominion bị xâm lược bởi lực lượng của United Earth Directorate và Mengsk trốn thoát với sự giúp đỡ miễn cưỡng của Jim Raynor . Đối mặt với cái chết và sự diệt vong của Dominion, Mengsk đã liên minh với Kerrigan và Raynor để đánh bại UED, nhưng cuối cùng Kerrigan lại phản bội lại liên minh, giết chết tướng Duke  và làm tê liệt quân đội của Mengsk. Tuy nhiên, Mengsk tiến hành tái xây dựng và Dominion vẫn là thế lực Terran chi phối. Trong Frontline, rất nhiều những câu chuyện trong tuyển tập này đã miêu tả Mengsk và Dominion là độc tài, tham nhũng, không khác gì Confederacy trước kia. Ông cũng bí mật lập phòng thí nghiệm để lai tạo Zerg và Protoss trong Wings of Liberty.
Trong Wings of Liberty, Mengsk và con trai của ông là Valerian Mengsk nhận ra Dominion bị phản đối bởi một số phiến quân và các nhóm bán quân sự, kể cả những người trung thành với Raynor. GameSpy trích dẫn Mengsk là một ví dụ cổ điển cho lời của bài The Who's "meet the new boss, same as the old boss".
Trong Heart of the Swarm, hắn cố gắng giết Kerrigan và Jim Raynor nhưng không thành, sau đó hắn bắt giữ Jim Raynor để uy hiếp Kerrigan nhưng đã bị cô cứu thoát. Hắn cũng định dùng cổ vật để hại Kerrigan nhưng bị Jim Raynor ngăn chặn. Sau cùng, hắn bị Kerrigan giết chết.

#### Edmund Duke
Edmund Duke là một sĩ quan cấp trong Confederate và sau này là Dominion. Lồng tiếng trong Starcraft bởi Jack Ritschel, Duke cũng xuất hiện trong một số tiểu thuyết, bao gồm Liberty's Crusade, Shadow of the Xel'Naga và Queen of Blades. Xuất thân từ một trong những gia đình có ảnh hưởng của Confederacy với một sự nghiệp lâu dài trong quân đội , Duke là một nhà chiến thuật có kinh nghiệm và phương pháp  nhưng cũng là một người ích kỷ và bài ngoại . Là một đại tá, Duke chỉ huy Phi đội Alpha của lực lượng an ninh Confederacy, và là người đại diện của Confederacy cho người chơi trong phần đầu của StarCraft. Duke ban đầu chỉ huy việc phòng thủ các thuộc địa của Confederacy là Chau Sara và Mar Sara khỏi Zerg và đội tàu Protoss chỉ huy bởi Tassadar nên ông dược thăng là tướng .
Duke sau đó bị buộc phải dẹp yên cuộc nổi loạn trên thế giới Confederate của Antiga Prime, nhưng bị đánh bại bởi lực lượng của Mengsk. Khi chiến hạm Norad II của Duke bị bắn hạ bởi Zerg trong trận chiến, Duke được giải cứu bởi Raynor theo lệnh của Mengsk để đổi lại sự đào ngũ của Duke và phi đội của mình , và kiến thức của Duke nắm vai trò quan trọng cho cuộc tấn công của Mengsk trên Tarsonis. Mengsk, vẫn còn hoài nghi về lòng trung thành của Duke , sau đó phái Duke tiến hành cuộc thám hiểm để điều tra Zerg trên Char và một cổ vật Xel'Naga ở Bhekar Ro trong Shadow of the Xel'Naga, một cam kết mà đã tiêu diệt Phi đội Alpha . Trong Brood War, Duke tiến hành tổ chức việc phòng thủ của hạm đội Dominion chống lại United Earth Directorate  và sau đó theo Mengsk liên minh với Kerrigan và Zerg của cô. Tuy nhiên, như một phần của một cuộc tấn công nhằm vào khả năng quân sự của Dominion, Kerrigan đã phá hủy chiếm hạm của Duke, giết chết ông .

#### Valerian Mengsk
Valerian Mengsk là con trai của Arcturus Mengsk và người thừa kế hợp pháp của Terran Dominion. Josh Keaton lồng tiếng nói cho nhân vật, người lần đầu tiên được giới thiệu trong loạt tiểu thuyết The Dark Templar Saga, trong khi cốt truyện của anh được tiếp tục phát triển trong I, Mengsk. Valerian đã được tạo ra khi Metzen cảm thấy là câu chuyện Arcturus rất hiệu quả nói trong StarCraft và Brood War . Trong khi Blizzard quy định mô tả của Valerian, tác giả The Dark Templar Saga là Christie Gold được trao quyền tự do phát triển nhân vật như cô mong muốn . Một đệ tử của võ thuật Nhật Bản và một nhà khảo cổ tận tâm, anh được mô tả là "thông minh... và có lẽ là một chút kiêu ngạo vì biết được" . Valerian đặc biệt quan tâm đến cổ vật Xel'Naga, mà anh sử dụng lính đánh thuê và nhà khảo cổ học hàng đầu để lấy và nghiên cứu. Valerian được nuôi dạy trong bí mật trên một số thế giới trong Koprulu Sector trong thời gian cha của anh tiến hành chiến dịch chống lại Conderafy . Trong khi Valerian thừa kế niềm đam mê rượu và vũ khí cổ xưa của Arcturus, hồi còn bé, anh và mẹ bị cha coi thường.
Trong Starcraft II, anh đã liên minh với Jim Ranor đánh bại quân Zerg đang xâm chiếm, sau đó, anh nhận ra những sai lầm của bố mình và liên minh với Kerrigan và Jim Raynor đánh bại Dominion.

#### Nova
Tên thật là November Annabella Terra , cũng được biết đến bởi với mật danh "Nova", là một đặc vụ "Ghost" và nhân vật chính của StarCraft: Ghost. Grey DeLisle cung cấp giọng nói cho Nova. Mặc dù việc hoãn vô thời hạn của trò chơi điện tử Ghost, nhân vật của cô vẫn tiếp tục được thông qua trong một loạt các tiểu thuyết và 'Wings of Liberty. Nova là con gái của một trong những gia đình có ảnh hưởng lớn của Confederacy và mặc dù có tiềm năng psionic cao bất thường nhưng cha cô đã ngăn cản việc cô được đưa vào Chương trình Ghost của Confederacy . Tuy nhiên, sau khi gia đình bị giết bởi một phong trào kháng chiến chống Confederacy, Nova bỏ trốn đến thành phố ngầm của Tarsonis, nơi cô bị buộc phải làm việc như một chấp hành viên của một tổ chức tội phạm . Nova được giải cứu trong cuộc xâm lược của Zerg vào Tarsonis, và bị sở hữu bởi Terran Dominion, người đã đào tạo cô như một "Ghost" . Cô có một vai nhỏ trong Wings of Liberty khi cố gắng tiêu diệt Tosh, thủ lĩnh Shadow Blades. Sau này, cô dẫn quân Dominion đến Umoja để giết Kẻrrigan nhưng cô chỉ có thể bắt Jim Raynor.

#### Horace Warfield
Tướng Horace Warfield được chọn là chỉ huy của các lực lượng Dominion chống lại cuộc xâm lược của Zerg lần thứ hai, trong Wings of Liberty. Ông phục vụ trong quân đội Confederate dưới Arcturus Mengsk, và nắm vai trò cao trong các cố vấn của Megsk hơn cả Edmund Duke, người cũng từ bỏ Confederacy. Gia đình ông đã bị giết chết trong cuộc tấn công của Zerg trên Tarsonis do việc sử dụng psi-emitters, mà Warfield được đồn đại là đã cung cấp thông tin tình báo cực kỳ có giá trị . Ông đi theo Valerian trong cuộc tấn công Char và bị mất cánh tay trái trong chiến đấu. Sau cuộc chiến, ông phòng thủ Char cho đến khi bị Kerrigan tiêu diệt.

### United Earth Directorate

#### Gerard DuGalle
Gerard DuGalle là chỉ huy đô đốc lực lượng viễn chinh của United Earth Directorate đến Koprulu Sector. DuGalle chỉ xuất hiện trong Brood War và được lồng tiếng bởi James Harper. Được coi bởi UED là người có khả năng lãnh đạo quân sự cao nhất, DuGalle, một người Pháp 64 tuổi là một tín hữu trung thành trong nhiệm vụ của UED để bình định khu vực và thực hiện các mệnh lệnh của mình với độ chính xác cao . Trong Brood War, DuGalle dẫn đầu UED chinh phục Terran Dominion và dù là một người đầy kinh nghiệm trận mạc, ông lại tin vào thông tin sai của cựu chiến binh Conferderate là Samir Duran liên quan đến psi disruptor, một thiết bị phá vỡ thông tin liên lạc của Zerg trên Tarsonis . Khi người bạn lâu năm của DuGalle là Alexei Stukov từ bỏ hạm đội, DuGalle đã cho phép Duran ám sát Stukov và chỉ nhận ra sai lầm của mình khi đã quá muộn. Mặc dù vậy DuGalle cũng đã thành công trong việc ngăn chặn kế hoạch phá hoại psi disruptor của Duran và sử dụng nó để vây bắt Overmind trên Char. Tuy nhiên, do sự thiếu hụt lực lượng cùng sự nản chí diễn ra trong nội bộ và liên minh của kẻ thù do Kerrigan dẫn đầu, hạm đội cuối cùng là bị đẩy trở lại và khi cố gắng cuối cùng để chiếm lại Char không thành công, DuGalle đành ra lệnh rút lui .Trước gánh nặng thua cuộc và cái chết của Alexei, DuGalle gửi một lá thư về cho vợ của mình, trong đó ông thừa nhận trách nhiệm về cái chết của người bạn thân cận nhất của mình và sau đó tự tử bằng một viên đạn vào đầu . Lá thư, cũng như thông tin về sự thất bại của ông, đã không bao giờ đến được với UED, vì hạm đội trong lúc rút lui đã bị quân Zerg của Kerrigan đuổi kịp và tiêu diệt hoàn toàn.

#### Alexei Stukov
Alexei Stukov là phó đô đốc và chỉ huy thứ hai của Lực lượng viễn chinh của United Earth Directorate trong. Lồng tiếng bởi Cástulo Guerra , ông xuất hiện trong Brood War và ba màn chơi đặc biệt. Là một nhân vật Terran 52 tuổi  và là người Nga, sự nghiệp quân sự của ông chủ yếu xoay quanh nghiên cứu bí mật, mặc dù ông cũng là một chiến lược gia xuất sắc . Một người bạn thân thiết của DuGalle, Stukov sẽ thảo luận tình huống với đô đốc song luôn nhượng bộ người bạn có cấp bậc cao hơn của mình . Stukov trở nên nghi ngờ về động cơ của Samir Duran sau khi người này thuyết phục DuGalle tiêu diệt psi disruptor . Tin rằng thiết bị này là hy vọng tốt nhất của UED để chinh phục Zerg, Stukov thay vào đó vẫn giữ lại psi disruptor trên Tarsonis nhưng bị truy tìm và bắn chết bởi Duran  song trước khi chết, ông đã kịp thuyết phục được DuGalle rằng chính Duran mới là kẻ phản bội và tiếp tục cho psi disruptor hoạt động cho cuộc tấn công của UED trên quê nhà của Zerg trên Char . Thi thể của Stukov sau đó được cho một tang lễ đầy đủ và hệ thống tuyên truyền của UED coi ông như một vị anh hùng đã hy sinh trong trận đánh trên hành tinh Char 
Stukov sau đó được bí ẩn hồi sinh bởi một Zerg Cerebrate là Kaloth để sử dụng ông cho những hành động riêng của hắn . Ông lần đầu tiên được nhìn thấy là bị nhiễm khuẩn trong một cuộc đột kích vào một cơ sở khoa học bí mật trong nhiệm vụ "Deception" và đã cho nổ tung tất cả . Sự biến nhiễm này của Stukov cũng thể hiện trong một bản vẽ khái niệm của Samwise Didier . Sau đó ông tiếp tục xuất hiện trong bản đồ "Mercenaries II", trong đó ông đã thuê nhiều nhóm lính đánh thuê để tiêu diệt các đối thủ của mình . Trong nhiệm vụ bí mật "Resurrection IV" của StarCraft 64, Artanis phái một lực lượng đặc nhiệm do Raynor chỉ huy đi tìm cách tiêm cho ông ta một liều huyết thanh làm đảo ngược quá trình biến nhiễm của Stukov khiến ông có thể trở lại một người mạnh khỏe tuy rằng ban đầu ông phản đối quyết liệt . Giám đốc Sáng tạo Andy Chambers nói rằng sự phục sinh của ông là một thử nghiệm của Zerg  trong khi Chris Metzen đã xác nhận những sự kiện trong màn . Mặc dù trước đây nhà cựu sản xuất của Blizzard là Bill Roper hy vọng là câu truyện của Stukov sẽ được phát triển hơn nữa , nhân vật này sẽ được tiếp tục giới thiệu lại nếu Blizzard "tìm ra đúng cách để làm điều đó" .
Stukov liên hệ với Kerrigan để cùng chống lại Dr. Narud và sau đó là liên minh với cô trong Heart of the Swarm.

## Nhân vật Protoss

### Khalai

#### Tassadar
Tassadar là một "High Templar" 356 tuổi của Protoss , giữ chức vụ chấp hành viên trong quân đội Khalai . Ông xuất hiện trong StarCraft và trong một số tiểu thuyết, đặc biệt là Queen of Blades . Tassadar được lồng tiếng bởi Michael Gough  trong StarCraft, với Michael Dorn trong lần xuất hiện sau đó trong Wings of Liberty. Được miêu tả là một nhân vật thích thú một cách có thận trọng với các Dark Templar , Tassadar là chỉ huy của một hạm đội lần đầu tiếp xúc với phía Terran trong nhiệm vụ tiến hành thiêu hủy khử khuẩn toàn bộ bề mặt hành tinh Chau Sara nhằm mục đích ngăn chặn sự lây nhiễm khuẩn Zerg. Tuy nhiên, ông bỏ qua lệnh của Hội đồng yêu cầu tiếp tục lặp lại nhiệm vụ trên tại hành tinh Tarsonis và thay vào đó giao tranh với Zerg bằng các phương tiện thông thường. Sau khi theo dõi Zerg đến quê nhà của chúng trên Char, ông đã gặp Zeratul và Jim Raynor, kết bạn với cả hai  và học cách sử dụng sức mạnh psionic của ông cùng với sức mạnh của Dark Templar.
Chính phủ của Khalai coi việc Tassadar dính líu với các Dark Templar là dị giáo và một hiểm họa lớn hơn việc Zerg xâm lược Aiur  nên đã phái Aldaris và Artanis đi bắt ông . Artanis tuy nhiên lại cùng với Templar Fenix liên minh với Tassadar, tạo ra một cuộc nội chiến giữa những người ủng hộ Tassadar và quân đội của chính phủ . Cuộc xung đột chỉ kết thúc khi Tassadar chứng minh hiệu quả của các Dark Templar chống lại Zerg. Cùng với Zeratul, Fenix và Raynor, Tassadar chọc thủng phòng thủ của Zerg trên Aiur cho Overmind và ông kết hợp nguồn năng lượng ngoại cảm psi mà ông học được từ các Dark Templar cùng với nguồn năng lượng Khala của chính mình và chuyển vào chiếc phi thuyền Gantrithor rồi đâm thẳng vào Overmind . Sự giải phóng nguồn năng lượng này tiêu diệt Overmind và Tassadar đã vượt đến một cấp độ mới về sự tồn tại của tâm linh trong Wings of Liberty; Metzen đề cập đến sự biến đổi này là đã khiến Tassadar trở thành một "đấng cứu thế hoàng hôn" .

#### Fenix
Fenix là một pháp quan trong quân đội của Khalai. Bill Roper lồng tiếng cho Fenix trong cả StarCraft và Brood War. Một Templar và là người bạn cũ của Tassadar, Fenix là một nhà lãnh đạo mạnh mẽ và khôn ngoan, nhưng vẫn không tin tưởng đối với động cơ của giai cấp Judicator cầm quyền . Dưới sự chỉ huy của Aldaris, Fenix giúp bảo vệ Aiur từ cuộc xâm lược của Zerg, nhưng cuối cùng ngã xuống trong trận chiến khi vị trí của ông là bị tràn ngập bởi Zerg. Tuy nhiên, Fenix được cứu thoát và tích hợp vào một "Dragoon", một các đơn vị cơ khí hỗ trợ được thiết kế để cho phép các chiến binh không còn khả năng để tiếp tục vụ quân sự . Fenix liên minh lực lượng Templar của mình với Tassadar khi giữa Tassadar và chính phủ Protoss mâu thuẫn với nhau, sau đó dẫn đầu một nhiệm vụ chỉ huy lực lượng phòng thủ chống lại Overmind bên ngoài, tạo điều kiện cho Zeratul ám sát một số Cerebrates và cuối cùng là cái chết của chính Overmind . Trong thời gian này, Fenix phát triển một tình bạn bền chặt với Tassadar và bạn đồng hành Terran của ông là Jim Raynor
Trong Brood War, Fenix và Raynor vẫn còn ở lại phía sau bảo vệ sau khi Protoss sơ tán khỏi Aiur thông qua một cổng không gian . Họ giữ nó cho đến khi bị tấn công bởi lực lượng United Earth Directorate theo đuổi Arcturus Mengsk, khi mà họ thoát qua cổng, vô hiệu hóa nó khi họ khởi hành. Với Raynor và Mengsk, Fenix nhập vào liên minh với Sarah Kerrigan chống lại UED, thậm chí chỉ huy lực lượng Zerg trong một nhiệm vụ đột kích đối với tài nguyên trên Moria . Tuy nhiên, sau UED rời bỏ vị trí của họ trên thế giới thủ đô của Dominion trên Korhal, Kerrigan phản lại đồng minh của mình. Mặc dù không bị bối rối bởi sự phản bội của Kerrigan, Fenix bị giết khi Zerg của Kerrigan mở một cuộc tấn công bất ngờ vào trại căn cứ của ông trên Korhal .

#### Artanis
Artanis là một "High Templar"  262 tuổi  và chỉ huy quân sự được giới thiệu trong Brood War, nơi ông được lồng tiếng bởi Jack Ritschel ; nhân vật này được lồng tiếng bởi Patrick Seitz trong StarCraft II. Nhân vật này cũng xuất hiện trong tiểu thuyết Queen of Blades và Twilight. Cốt truyện Queen of Blades lẫn một bài tóm tắt các sự kiện của StarCraft do Blizzard phát hành  đều nói rằng danh tính của người chơi trong chiến dịch Protoss của StarCraft chính là Artanis trước khi ông làm Đại pháp quan ở Brood War . Một nhà lãnh đạo đầy tham vọng, Artanis là một Templar trẻ tuổi nhất đã đạt được cấp bậc phán quan và người thừa hành . Artanis cũng rất kính trọng Tassadar và mặc dù là một người tin tưởng mạnh mẽ vào hệ thống Khalai , ông vẫn có ý muốn hợp nhất với những Dark Templar . Artanis có trách nhiệm ban đầu là bảo vệ của Aiur cùng với Fenix trước khi được cử đi để bắt Tassadar bởi Aldaris; tuy nhiên Artanis lại theo Tassadar và giúp ông đánh bại Overmind. Artanis sau đó lại hợp tác với Zeratul và Aldaris thực hiện sơ tán dân Protoss Khalai lên quê nhà Shakuras của Dark Templar và kích hoạt ngôi đền Xel'Naga nằm tại Shakuras để quét sạch quân Zerg . Khi hành động của Sarah Kerrigan dẫn đến cái chết của Aldaris, Fenix và Raszagal thì ông chỉ huy một hạm đội Protoss liên minh với quân Terran tấn công đòi Kerrigan phải đền tội nhưng bị đánh bại bởi Zerg của cô . Artanis chia tay Zeratul và trở về Shakuras để xây dựng lại nền văn minh của mình ; với sự biến mất của Zeratul, Artanis trở thành Thống lĩnh tối cao của Protoss Protectorate nhưng vẫn phải cố gắng dung hòa hai nhánh dân không đồng thuận: những người Protoss sống sót có quê hương là Aiur muốn quay về chiếm lại quê nhà và những pháp sư bóng tối - những người đã coi Shakuras là quê hương - thì phản đối . Ông chỉ xuất hiện một cách ngắn ngủi trong Wings of Liberty.

#### Selendis
Selendis là người thừa hành của quân đội Protoss sau khi chủng tộc Protoss được thống nhất. Nhân vật này được giới thiệu trong cuốn tiểu thuyết Twilight và trong Wings of Liberty, nơi cô được đóng bởi Cree Summer. Selendis trung thành với lý tưởng chi nhánh của mình. Một đối thủ của Artanis , cô coi các Dark Templar là một mối đe dọa cho di sản của mình nhưng sẵn sàng làm việc bên cạnh họ. Selendis đặc biệt mong muốn đòi lại Aiur từ Zerg . Ngay sau khi Artanis tẩy sạch Shakuras khỏi Zerg, Selendis tham gia một chuyến thám hiểm để giải cứu 3 anh hùng bị mắc kẹt trên Aiur, tuy nhiên, nhiệm vụ đã bị phá hoại bởi Ulrezaj, người đã giết chết 2 chiến binh bị mắc kẹt. Trong thời gian này, Selendis đã nhận thức về các Protoss còn sống sót bị mắc kẹt trên Aiur, nhưng không tin rằng có thể cứu họ và khiến sự tồn tại của họ được giữ bí mật. Sau đó, Selendis chỉ huy việc phòng thủ kho lưu trữ của Dark Templar trên Ehlna bị tấn công bởi Zerg và Ulrezaj, kết quả là sự thất bại của Ulrezaj.

#### Aldaris
Aldaris là một thành viên thuộc đẳng cấp Judicator của xã hội Protoss và trong StarCraft, ông hoạt động như là liên lạc giữa người chơi và chính phủ Protoss. Ông được Paul Eiding người lồng tiếng trong cả StarCraft và Brood War. Aldaris là một tín đồ Khalai cuồng tín và không ngần ngại phán xét người khác thông qua những quy dịch nghiêm ngặt của giáo lý . Kết quả là Aldaris cảm thấy xúc phạm khi Tassadar liên minh với những Dark Templar và sau khi chiến tranh bùng nổ giữa đẳng cấp Judicator và đẳng cấp Templar, ông đã chỉ huy các lực lượng chính phủ chống lại Tassadar. Aldaris sau đó bắt giữ Tassadar và đưa ông ra xét xử với tội báng bổ và phản bội , mặc dù Tassadar được giải phóng bởi Zeratul. Aldaris sau đó chứng kiến quân nổi loạn thắng lợi việc phá vỡ lớp bảo vệ trung tâm của Zerg và ông đã lên tiếng chúc họ may mắn trong trận chiến cuối cùng của họ chống lại Overmind . Trong Brood War, Aldaris phải miễn cưỡng liên minh với Dark Templar khi tộc Protoss rời bỏ Aiur di tản lên Shakuras. Tuy nhiên khi Sarah Kerrigan được chấp nhận như là một đồng minh bởi lãnh tụ Raszagal của Dark Templar, Aldaris đã vô cùng giận dữ. Trong khi Artanis và Zeratul vắng mặt, ông phát hiện ra rằng Raszagal bị Kerrigan điều khiển nên đã phát động một cuộc nổi dậy giữa những người Khalai tị nạn. Khi cuộc nổi dậy thất bại, ông cố gắng giải thích hành động của mình với Artanis và Zeratul nhưng bị Kerrigan giết chết trước khi kịp vạch trần âm mưu của cô .

### Nerazim

#### Zeratul
Zeratul là một Dark Templar 634 tuổi  và một trong những nhân vật Protoss chính. Nhân vật này được lồng tiếng bởi Jack Ritschel trong StarCraft  và Brood War , và bởi 'Fred Tatasciore trong Wings of Liberty. Là một Dark Templar, tổ tiên của ông bị trục xuất khỏi Aiur do không chịu phục tùng luật lệ Khala. Một chiến binh psionic và sát thủ nổi tiếng, Zeratul là rất bí mật và tính toán, nhưng vẫn danh dự và trung thành với loài của mình. Ông dạy Tassadar cách sử dụng năng lượng bóng tối và tạo điều kiện cho cuộc tấn công cuối cùng vào Overmind bằng cách một số Cerebrates. Sau cái chết của Overmind, Zeratul cố gắng thống nhất của những người sống sót Khalai với Dark Templar ương ngạnh và vạch trần những bí mật về thí nghiệm của Samir Duran. GameSpot miêu tả ông như một "vị cứu tinh" và "người đứng mũi chịu sào" và xếp và top 10 anh hùng trong bảng xếp hạng của họ .Trong Starcraft II, ông một mình đi tìm lời tiên tri và báo cho Jim Raynor cứu Kerrigan và giúp Kerrigann đến Zerus tăng cường sức mạnh. Ông cũng là nhân vật chính của Legacy of the Void.Trong Lagacy of the Void ông hy sinh thân mình để cứu Artanis thoát khỏi sự khống chế của Amon

#### Raszagal
Raszagal là lãnh tụ của Dark Templar trên Shakuras với độ tuổi 1.045 tuổi. Nhân vật này xuất hiện trong Brood War, nơi bà được lồng tiếng bởi Debra DeLiso và trong cuốn tiểu thuyết Shadow Hunters. Mô tả như là một trong những Protoss sống lâu nhất và thấm nhuần sức mạnh tâm linh rất lớn , bà là một trong số ít Dark Templar nhớ rõ quê nhà Protoss trước khi Dark Templar phải sống lưu vong. Trong thời còn trẻ, Raszagal rất quan trọng trong việc bảo đảm các Dark Templar chỉ lưu vong, hơn là bị tận diệt. Trong Brood War, Raszagal chỉ đạo Zeratul và Artanis để qué sạch Zerg khỏi Shakuras và đón Sarah Kerrigan là một đồng minh trong nhiệm vụ của họ. Điều này khuyến khích Aldaris tiến hành nổi loạn; bà là người ra lệnh cho cái chết của ông . Kerrigan và Samir Duran sau đó bắt cóc Raszagal từ Shakuras và sử dụng bà để khống chế Zeratul vào giết Overmind thứ hai. Nó nhanh chóng trở nên rõ ràng rằng Kerrigan đã khống chế Raszagal và dùng bà để thao túng các sự kiện ban đầu . Zeratul bắt giữ Raszagal, nhưng không thể ngăn cản lực lượng Zerg đủ lâu để thoát ra ngoài. Nhận thấy lãnh tụ của mình là chịu ảnh hưởng của Kerrigan, Zeratul đành phải giết chết Raszagal. Tâm trí của Raszagal được giải phóng và bà chết sau khi cảm ơn Zeratul vì đã giải phóng mình và cho ông là người kế nhiệm của mình như là lãnh đạo của các Dark Templar .

#### Ulrezaj
Ulrezaj là một phiến quân Dark Templar tin rằng các Protoss Khalai hoặc phải đi khỏi Shakuras hoặc tiêu diệt. Ông được giới thiệu trong chiến dịch Brood War tải về là "Enslavers: Dark Vengeance", và sau đó xuất hiện như là nhân vật đối nghịch của tiểu thuyết Shadow Hunters và Twilight. Là một học giả trên mặt trăng của Ehlna, Ulrezaj bắt đầu lạm dụng vị trí của mình bằng cách học từ các nguồn thông tin bị cấm. Tách ra khỏi các Dark Templar lưu vong từ Aiur, ông từ bỏ sự nghiệp của mình và cầm vũ khí chống lại các Protoss Khalai khi họ định cư trên Shakuras . Ông sau đó sử dụng những kiến thức học được từ những ngày đầu của mình để trở thành một Dark Archon, một sinh thể psionic vô cùng mạnh mẽ được tạo ra bởi một số Protoss sáp nhập với nhau. Liên minh với một tay buôn lậu Terran là Alan Schezar, Ulrezaj di chuyển đến một căn cứ trên quỹ đạo Shakuras; Ulrezaj sử dụng nguồn tài nguyên của Schezar để biến đổi Zerg nhằm tấn công các Protoss Khalai, trong khi dùng một thiết bị EMP vô hiệu hóa lưới điện Shakuras. Mặc dù bị đánh bại bởi lực lượng của Zeratul, Ulrezaj trốn thoát .
Ulrezaj lại xuất hiện một vài năm sau đó trên Aiur, nơi ông điều khiển một nhóm người Protoss sống sót không được sơ tán. Ulrezaj sử dụng các Protoss này để cố gắng bắt giữ một nhà khảo cổ học Terran, Jacob Ramsey, người được linh hồn của một Protoss là Zamara cư trú trong tâm trí của mình; sự thất bại của họ khiến Ulrezaj tự mình cố gắng bắt Ramsey, nhưng nhà khảo cổ học thoát qua một cổng không gian trong khi cả Zerg và lực lượng của Valerian Mengsk cũng cố gắng để bắt anh ta. Ulrezaj lần theo Ramsey tới Ehlna, phá vỡ tuyến phòng thủ của cả Protoss và Dominion. Tuy nhiên, Zamara sử dụng năng lượng cuối cùng để khóa tâm trí của Ulrezaj vào một tinh thể lưu trữ, hy sinh bản thân để giữ Ulrezaj bị mắc kẹt.

## Nhân vật Zerg

### Overmind
Overmind là bộ não trung tâm điều khiển của loài Zerg được tạo ra bởi Xel'Naga, Overmind như là một ý thức duy nhất cho các thí nghiệm của họ trên Zerg. Đây là nhân vật đối nghịch của StarCraft, nơi mà nó được lồng tiếng bởi Jack Ritschel; Paul Eiding lồng tiếng cho nhân vật này trong Wings of Liberty. Tại một thời điểm nào đó trong quá trình sáng tạo của mình, Overmind đã bí mật làm nô lệ cho Dark Voice, người đã cấy ghép cho hắn với một chỉ thị để tiêu diệt Protoss. Overmind trở thành nên nhận thức về Xel'Naga, tấn công và đồng hóa chủ nhân của nó . Qua đó Overmind biết được sự tồn tại của chủng tộc Protoss và quyết tâm đồng hóa người anh em được Xel'Naga trao quyền, tin tưởng điều này sẽ dẫn đến sự hoàn hảo . Để được cung cấp một lực lượng cần thiết để vượt qua Protoss, Overmind nhắm vào người Terran có tiềm năng psionic để đồng hóa  Ông cũng đồng hóa Sarah Kerrigan để tạo một vũ khí để giải phóng Zerg từ sự kiểm soát của Dark Voice. Các cuộc đụng độ giữa Zerg và Protoss đã xảy ra trên nhiều thế giới Terran khác nhau, cuối cùng dẫn đến việc Zeratul ám sát Cerebrate Zasz. Cái chết của Zasz đã liên kết tâm trí của Overmind và Zeratul trong giây lát, cho phép Overmind tìm hiểu vị trí quê nhà Aiur của Protoss. Overmind nhanh chóng tung ra một cuộc xâm lược vào Aiur và nhập vào bề mặt của hành tinh này. Sau một chiến dịch kéo dài và tốn kém trên Aiur, Tassadar khai thác nguồn năng lượng của các Dark Templar để tấn công vào Overmind trực tiếp và tiêu diệt hắn.
Một Overmind thứ hai được tạo ra trong Brood War, hình thành từ sự kết hợp của nhiều Cerebrates. Overmind thứ hai này không bao giờ đạt đến độ trưởng thành đầy đủ, và do đó thiếu sức mạnh và sự thông minh của nguyên bản và là yếu hơn nhiều. Overmind thứ hai này bị bắt và bị đánh thuốc mê bởi United Earth Directorate, sau đó nó được UED dùng để điều khiển bầy Swarm nô lệ để tăng sức mạnh trong Koprulu Sector, nhưng cuối cùng nó bị giết bởi Zeratul. Cùng với Kerrigan, Overmind đã được xếp hạng thứ 8 trong các vai phản diện nhất trong trò chơi điện tử bởi GamePro.

### Cerebrates
Cerebrates là đặc vụ thứ cấp trong Zerg Swarm, mỗi con chỉ huy một bầy cá nhân của Zerg và có vai trò sở hữu các chiến thuật khác nhau trong hệ thống . Cùng với Overmind, các Cerebrates là Zerg duy nhất có sự khôn ngoan, đều có cá tính và phương pháp riêng của mình, mặc dù chúng không có khả năng bất tuân theo mệnh lệnh của Overmind . Cerebrates có thể được tái sinh bởi Overmind khi chết, mặc dù năng lượng của Dark Templar có khả năng ngăn chặn điều này . Cái chết của một Cerebrate sẽ làm cho Overmind mất kiểm soát bầy tương ứng, mà sau đó sẽ hoạt động một cách hỗn loạn. Cerebrate xếp hạng cao nhất là Daggoth, chỉ huy của Brood Tiamat, và là bầy mạnh lớn nhất trong Zerg Swarm. Lồng tiếng bởi Micky Neilson, Daggoth là Cerebrates có ý chí mạnh mẽ và hung dữ nhất . Nó đào tạo nhân vật của người chơi trong chiến dịch của Zerg trong StarCraft và điều quân để bảo vệ Kerrigan sau sự chuyển đổi của cô. Daggoth cũng là kẻ bảo vệ cho chính Overmind . Theo sau cái chết của Overmind, Daggoth chỉ huy một phe phái của Zerg, ra lệnh một số Cerebrates sáp nhập để tạo thành một Overmind mới .
Cerebrate nổi bật thứ hai là Zasz, chỉ huy Garm Brood. Một nhà lãnh đạo thông minh nhưng cũng hay đặt câu hỏi , Zasz được lồng tiếng bởi Bill Roper trong StarCraft. Kerrigan thường tranh luận với Zasz qua bốc đồng và dường như có hành động nổi loạn; mặc dù Overmind đảm bảo rằng Kerrigan là trung thành, Zasz vẫn không tin tưởng. Tuy nhiên, trong khi Tassadar đánh lạc hướng Kerrigan, Zasz bị ám sát bởi Zeratul. cái chết của hắn khiến cho Overmind và Zeratul tạm thời liên kết với nhau, cho phép Overmind tìm thấy Aiur và Zeratul tìm hiểu nguồn gốc của Zerg . Những lời cuối cùng của Zasz cho Kerrigan tuyên bố cô là "sự diệt vong của tất cả chúng ta"; sau khi quyền lực của Kerrigan đạt đến ở đỉnh cao ở Brood War, lời nói của Zasz được chứng minh là chính xác .
Insurrection minh họa thêm 2 Cerebrates nữa là Nargil và Auza. Chỉ huy của Fenris Brood và với sự chỉ đạo tìm kiếm và tiêu diệt , Nargil có khả năng đánh chặn liên lạc của kẻ thù và cung cấp hỗ trợ chiến thuật cho người chơi trong chiến dịch Zerg. Auza, kẻ chỉ huy Incubus Brood và có trách nhiệm trinh sát, cố gắng cá nhân đồng hóa một Terran nổi loạn có khả năng tâm linh, nhưng kết quả là bị áp đảo bởi Terran nổi loạn. Kết quả là, Overmind bị buộc phải giết Auza. Retribution giới thiệu Zargil của Sennith Brood, người chuyển tiếp chỉ thị của Overmind cho người chơi. Nhiều Cerebrates khác cũng được đặc trưng, mặc dù sau cái chết của Overmind thứ hai, Metzen giải thích rằng tất cả những Cerebrates còn tồn tại đều chết, vì chúng không được thiết kế để sống mà không có người sáng tạo .

### Sarah Kerrigan
Sarah Kerrigan là lãnh đạo của Zerg Swarm, tự gọi mình là Queen of Blades. Lồng tiếng bởi Glynnis Talken Campbell trong StarCraft  và Brood War trong khi cô lại được đóng bởi Tricia Helfer trong Wings of Liberty, Kerrigan là nhân vật đối kháng chủ yếu của thương hiệu. Cô là một đặc vụ "Ghost" của Terran có khả năng ngoại cảm 26 tuổi , ban đầu là một "ghost" của Confederacy. Cô đã ám sát gia đình của Arcturus Mengsk, trực tiếp dẫn đến sự bỏ rơi và thù địch của Mengsk sau này. Sau đó cô trở thành phó chỉ huy của Arcturus Mengsk cho đến khi bị phản bội và bỏ rơi cho Zerg, loài đã biến đổi cô thành một Terran/Zerg lai với khả năng tâm linh cực mạnh. Sau cái chết của Overmind, Kerrigan khẳng định sự độc lập của mình và trở thành thủ lĩnh tối cao của Zerg. Bốn năm sau, Kerrigan xâm lược Dominion trong khi tìm kiếm một số đồ cổ vật Xel'Naga; các cổ vật này thay vào đó được lấy đi bởi Raynor, người sử dụng chúng để hoàn nguyên Kerrigan thành một con người. Mặc dù ban đầu được dự định như là một nhân vật phụ, Kerrigan đã được thay đổi bởi nhà phát triển, người đã cho cô một vai trò lớn hơn trong trò chơi . Talken Campbell mô tả biến đổi của Kerrigan là "chuyển từ cô gái tốt thành cô gái xấu xa" ; nhiều khía cạnh thiết kế nhân vật bị nhiễm khuẩn của Kerrigan là lấy cảm hứng từ nữ thần tốc rắn của Hy Lạp là Medusa . IGN xếp hạng Kerrigan là nhân vật phản diện đáng nhớ nhất thứ 5 trong trò chơi điện tử , trong khi độc giả của GameSpot đưa Kerrigan là nhân vật phản diện xấu xa nhất trong trò chơi điện tử .
Trong Starcraft II, cô lãnh đạo bầy Swarm tấn công vào Dominion và không gian của loài người. Cô cũng cố gắng đi tìm cổ vật nhưng thất bại và bị biến thành con người khi đánh nhau với liên quân Terran do Velerian và Jim Raynor chỉ huy. Sau đó, cô lãnh đạo bầy Zerg, trở lại thành Primal Queen of Blades, cứu Jim Raynor và tiêu diệt Dr. Narud cũng như Arcturus và chuẩn bị đánh Amon.

## Nhân vật khác

### Samir Duran
Samir Duran là một nhân vật bí ẩn được giới thiệu trong Brood War, nơi ông được lồng tiếng bởi Paul Ainsley . Duran là rất thông minh và hấp dẫn, cũng như am hiểu về cả Protoss  và Zerg  cùng với một số kiến thức nội bộ của những phe Terran. Một cựu trung úy trong Phi đội Alpha, Duran hình thành một đơn vị biệt kích nhỏ sau sự sụp đổ của Confederacy để chống lại Dominion của Mengsk . Duran nhanh chóng liên minh với lực lượng viễn chinh của United Earth Directorate , sử dụng tài nguyên của UED để tiến hành một nỗ lực ám sát Mengsk và cung cấp thông tin tình báo quan trọng và tư vấn chiến lược của Dominion cho DuGalle. Tuy nhiên, Duran thuyết phục DuGalle tiêu diệt psi disruptor, với sự thất vọng của Stukov và khi UED tiếp cận được Mengsk và đồng minh của ông ta thì Dugan phá hoại nhiệm vụ và để cho Arcturus Mengsk trốn thoát . Khi Stukov dựng lại psi disruptor, Duran đã ra tay giết chết ông  và cho thấy ông thật ra trung thành với Sarah Kerrigan . Được sự cố vấn của Duran, Sarah Kerrigan đã thành công trong việc trở thành một quyền lực lớn nhất trong Korpulu Sector, nắm quyền điều khiển toàn bộ Zerg. Tuy nhiên, Duran lại biến mất ngay sau đó. Trong một nhiệm vụ bí mật, ông đã được phát hiện bởi Zeratul là đang nghiên cứu tạo ra một vật lai giữa Zerg và Protoss . Đến lúc này, ông mới tuyên bố rõ rằng mình "có rất nhiều cái tên trong suốt thiên niên kỷ" và ông chẳng còn việc gì với Kerrigan nữa và rằng Duran phục vụ cho cho cái mà Duran gọi là "một sức mạnh vĩ đại hơn thế" .

### Narud
Là một người biến hình cổ, rất có thể là Duran. Là chủ của Mobieus Foundation, ông thu thập các mẫu cổ vật và cứu chữa cho Kerrigan khi cô bị biến thành người. Sau đó hắn thể hiện mình là người phục vụ Amon và cố gắng tiêu diệt Kerrigan với lực lượng Hybrid, Dominion, Tal'Darim nhưng bị Alexei Stukov và Kerrigan chặn và tiêu diệt.

### Amon
Dark Voide, Fallen One, là người Xel'Naga, già hơn cả vũ trụ, trước đây đến Zerus thu thập các mẫu vật Zerg, cố gắng phục hồi loài của minh, có sức mạnh rất lớn. Không hiểu vì sao hắn chết nhưng hắn đã được hồi sinh trong Wings of Liberty. Hắn muốn hủy diệt cả thiên hà.

## Ảnh hưởng văn hóa

### Hàng hóa
Các nhân vật của StarCraft rất phổ biến đủ để truyền cảm hứng cho việc tạo ra một số bức tượng sưu tập và đồ chơi. Loạt đầu tiên của tượng đã được phát hành bởi ToyCom năm 2003, bao gồm một "Firebat"  với dấu hiệu tương tự với một số ảnh khái niệm nghệ thuật gốc của StarCraft cho , một "Hydralisk"  và Tassadar  với một thanh kiếm nghi lễ, cũng được thấy trong ảnh khái niệm nghệ thuật gốc . Một loạt các đồ chơi cũng đã được làm sẵn có vào năm 1998 , gồm hai biến thể của "Marine", "Hydralisk" và "Zealot" của Protoss. Ngoài ra, bộ dụng cụ mô hình quy mô 1 / 30 cho "Marine"  và "Hydralisk"  cũng đã được phát hành vào năm 1999 bởi Học viện Sở thích Model Kits.
Một loạt thứ hai của tượng sưu tập, trong đó bao gồm Kerrigan nhiễm khuẩn , Zeratul  và Terran "Ghost" , đã được phát triển nhưng dường như bị hủy bỏ. Tuy nhiên, theo thông báo của StarCraft II trong năm 2007, Blizzard tung ra một tượng sưu tập mới miêu tả nhân vật linh vật của họ là Tychus Findlay.

### Đánh giá
Các nhân vật và câu chuyện của loạt StarCraft đã được nhận với lời khen ngợi và nhận xét phê bình tốt. GameSpot đánh giá về StarCraft mô tả giọng lồng tiếng là "tuyệt vời", nói rằng nó mang đến các nhân vật đến với cuộc sống . GameSpot đi xa hơn trong việc xem xét Brood War, bình luận rằng câu chuyện và đối thoại được với chỉ một vài trường hợp ngoại lệ là "rực rỡ bằng văn bản" và" một trong những câu chuyện tốt nhất của năm trong bất kỳ thể loại game nào" . Nhận xét về StarCraft của IGN ca ngợi việc ghép chung của câu chuyện vào game và ngụ ý rằng sự phát triển của các nhân vật trong quá trình của câu chuyện, đặc biệt của Kerrigan, là không thể nào quên . Ngoài ra, nhận xét của Brood War về cốt truyện là "rắn" .
Gaming Revolution lặp lại lời khen ngợi này, nói rằng cốt truyện là "tuyệt vời", nhưng người nhận xét thêm rằng ông cảm thấy nó được "lên quá nhanh" . Tại GamePro.com, các trích dẫn nhận xét rằng ông cảm thấy "các nhân vật là nói chuyện với tôi "và thậm chí còn thể hiện một sự phát triển của một tập tin đính kèm tình cảm với nhân vật của Raynor . Electric Playground đặt câu chuyện như là một phần tốt nhất của trò chơi với một chút phát sinh, nhưng mô tả lồng tiếng là "thực sự rất tuyệt vời" .